# Belmira de Almeida
Belmira de Almeida (Lisboa,31 de dezembro de 1895 -  2 de dezembro de 1974) foi um atriz luso-brasileira. 
Belmira iniciou sua carreira no teatro ainda em Portugal com a peça S.A. O Príncipe Encantado, uma opereta, em 1909. Veio ao Brasil, fazendo sua estreia em 1910, no Teatro Carlos Gomes. Com o sucesso decidiu fixar-se no Brasil.

## Fimografia
| Ano  | Filme                  | Personagem |
| ---- | ---------------------- | ---------- |
| 1949 | O Caçula do Barulho    | Mãe        |
| 1940 | O Simpático Jeremias   | Madalena   |
| 1937 | O Samba da Vida        | Matilde    |
| 1935 | Favela dos Meus Amores | Prostituta |
| 1933 | A Voz do Carnaval      | Ela Mesma  |
| 1917 | A Viuvinha do Cinema   | —          |
| 1917 | Um Senhor de Posição   | Esposa     |
| 1917 | Entre dois Amores      | —          |

## Teatro[7]
- 1950 - A Herdeira
- 1950 - A Sorridente Madame Beudet
- 1950 - As Águas
- 1950 - Caminhantes Sem Lua
- 1950 - Escândalos
- 1949 - Diabinho de Saias
- 1949 - Hipócrita
- 1948 - A Pequena Catarina
- 1948 - O Grande Fantasma
- 1947 - Divórcio
- 1947 - Sonata à Kreutzer
- 1946 - Maria Cachucha[8]
- 1946 - Não te Quero Mais[8]
- 1946 - Adão e Eva[8]
- 1946 - Cidadão Zero[8]
- 1946 - Deus Lhe Pague[8]
- 1946 - Serão Homens Amanhã[8]
- 1946 - Uma Mulher Sem Importância[8]
- 1944 - Bodas de Sangue
- 1944 - A Canção da Margarida
- 1944 - Veneno de Cobra
- 1944 - Das Cinco às sete
- 1943 - Mania de Grandeza
- 1943 - Coitado do Libório!
- 1943 - A Pensão de D. Estela
- 1943 -  Burro de Carga
- 1941 - O Genro de Muitas Sogras
- 1941 - A Garota
- 1940 - O Trophéo
- 1940 - Feia
- 1930 - Chauffeur
- 1930 - Com Amôr não se Brinca
- 1927 - Senhorita
- 1927 - Rodolfo Valentão
- 1927 - Dama, Valete e Rei
- 1927 - No Fim Dá Certo
- 1927 - Era uma Vez um Marido
- 1926 - Feiosa
- 1924 - Zuzu
- 1924 - A Juriti
- 1924 - Os Águias
- 1923 - As Rosas do Nosso Amor
- 1923 - O Outro André
- 1923 - E o Amor Venceu
- 1923 - O Discípulo Amado
- 1922 - A Querida Vovó
- 1921 - Minha Mulher Noiva de Outro
- 1921 - Bonecos Articulados
- 1921 - Amante do Outro
- 1920 - O Herdeiro
- 1920 - O Conde Barão
- 1920 - A Maluquinha de Arroios
- 1920 - O Médico à força
- 1920 - Rosas de Todo Ano
- 1919 - Os Amores do Sr. Juiz
- 1918 - A Caixeirinha
- 1918 - Os Zepelins
- 1918 - Ramo de Oliveira
- 1918 - Eu Arranjo Tudo
- 1918 - O Simpático Jeremias
- 1918 - Um Beijo nas Trevas
- 1918 - O Automóvel de Luxo
- 1917 - Rainha dos Apaches
- 1917 - O Café do Felisberto
- 1917 - Coração Manda
- 1917 - Idea Ideal
- 1916 - Entre a Cruz e a Caldeirinha
- 1916 - Gente Chique
- 1916 - Castelos no Ar
- 1916 - Telhados de Vidro
- 1914 - Céu com Escritos
- 1914 - O Cuéra
- 1914 - Zig Zig Bum!
- 1914 - Por um Fio
- 1909/1910 - S.A. O Príncipe Encantado